# Baba Vida

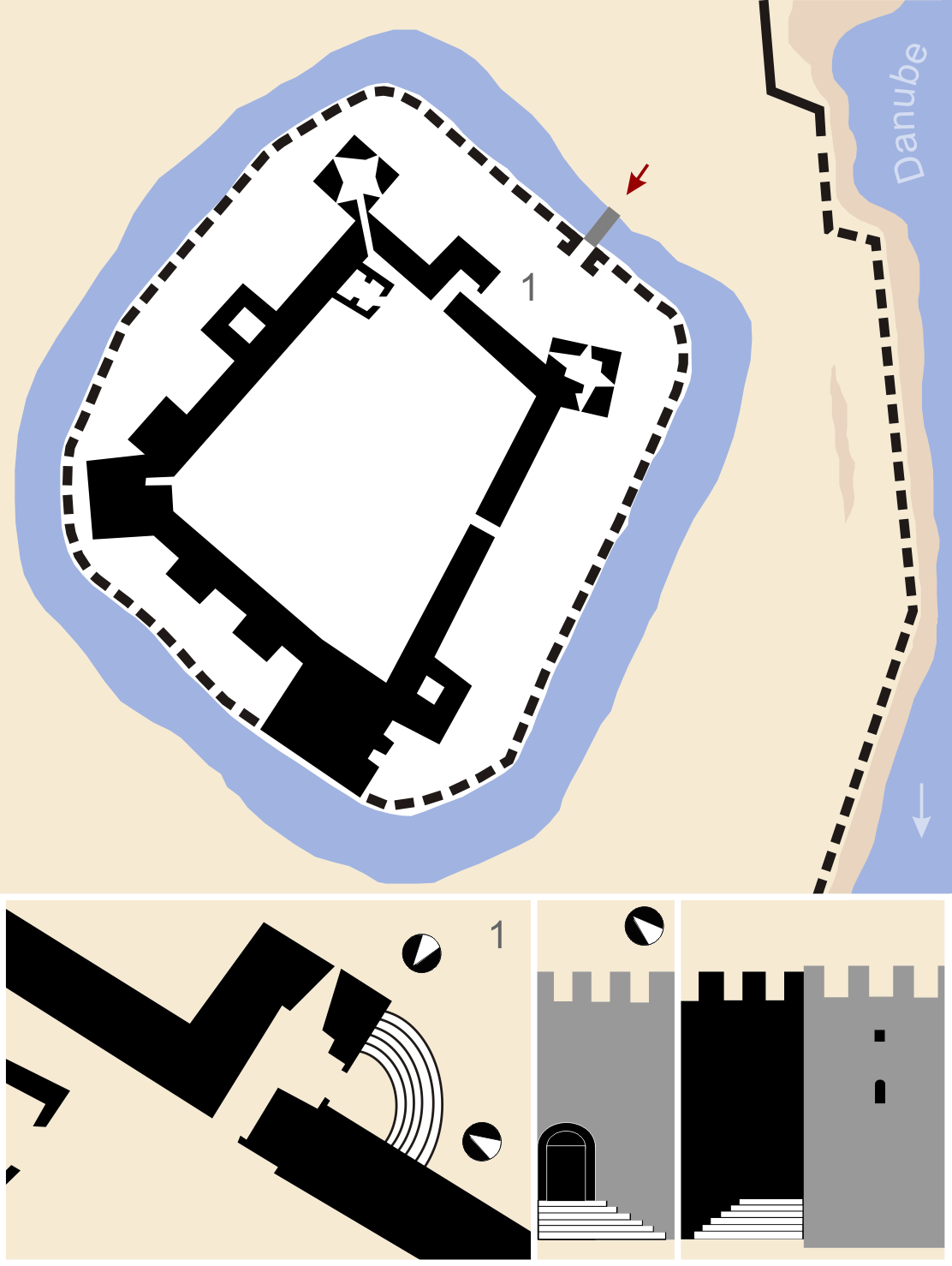
Az erőd alaprajza

A Baba Vida (cirill: Баба Вида) középkori erődítmény a Bulgária északnyugati részén fekvő Vidinben; a város fő nevezetessége. Két, koncentrikus falból és kilenc toronyból áll, melyek közül három őrizte meg eredeti, középkori magasságát, köztük az eredeti bástyák. Ezt tartják az ország egyetlen, teljes mértékben fennmaradt középkori várának.
Az erőd építése a 10. században kezdődött egy ókori római vár, Bononia helyén. Az építéséhez fűződő legenda szerint ekkoriban egy dunai bolgár király uralta a várost, aki halála előtt felosztotta birodalmát három lánya, Vida, Kula és Gamza között. Vida, a legidősebb kapta Vidint és a Kárpátoktól északra fekvő területeket, Kula kapta Zaječart és a Timok-völgyet, Gamza pedig a nyugati földeket, a Moraváig. Míg a két másik lány férjhez ment két részeges, háborúzó nemesemberhez, Vida hajadon maradt, és megépítette városában az erődöt. A vár nevének jelentése „Vida anyó”.
A Baba Vida nemcsak a legfontosabb, Vidin védelmét szolgáló építmény volt a középkor folyamán, de Északnyugat-Bulgária legjelentősebb erődjének is számított. Ellenállt egy nyolc hónapos ostromnak, amelynek a II. Baszileiosz bizánci császár vezette seregek vetették alá. Iván Szracimir bolgár cár – akinek fővárosa Vidin volt – uralkodára alatt lerombolták, majd újra felépítették. 1365-ben a várat váratlanul megtámadta és több hónapos ostrom után elfoglalta I. Lajos magyar király, és 1369-ig magyar kézen volt. 1369-ben Iván cár visszafoglalta fővárosát, bár magyar fennhatóság alatt kellett maradnia.
1388-ban az Oszmán Birodalom megszállta Iván országát és arra kényszerítette a cárt, hogy a szultán vazallusa legyen. Iván 1396-ban csatlakozott egy törökellenes keresztes hadjárathoz, amelyet Zsigmond magyar király vezetett, és mindenét a keresztesek rendelkezésére bocsátotta. A hadjárat a katasztrofális eredménnyel záruló nikápolyi csatával záródott Nikápoly közelében; a törökök nem sokkal később, 1397-ben az Iván Szracimir uralta területek nagy részét elfoglalták.
Bulgária oszmán megszállása alatt az erődöt fegyverraktárként és börtönként használták, valamint a Vidint kormányzó, később az Oszmán Birodalom ellen lázadó Osman Pazvantoğlu rezidenciája volt, védelmi célokat a 18. század vége óta nem szolgál. Napjainkban múzeumként működik.

## Galéria

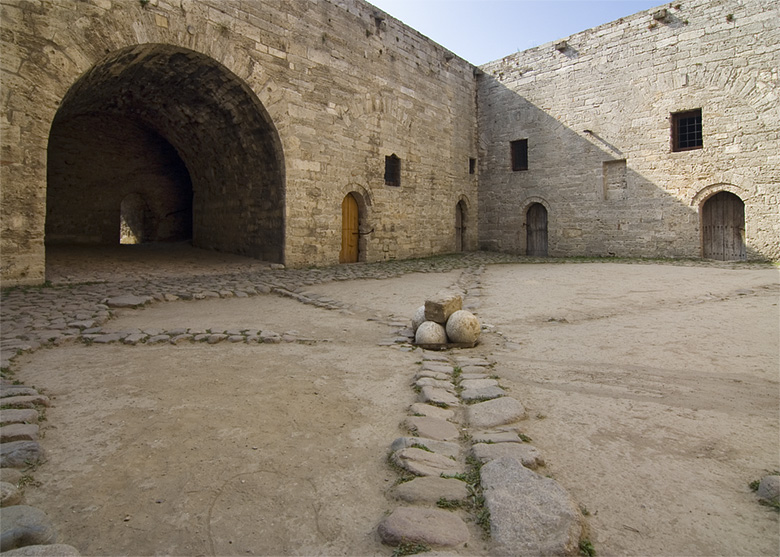
Az erőd belseje
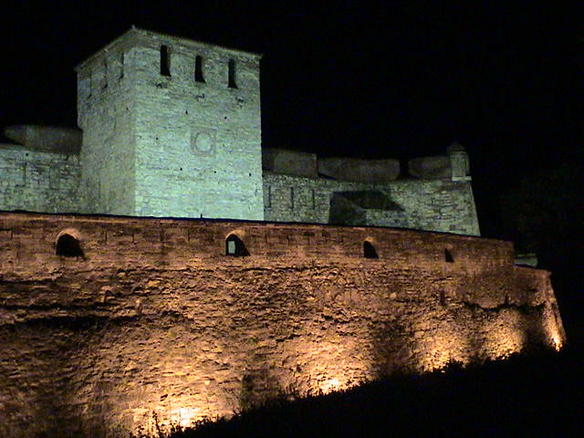
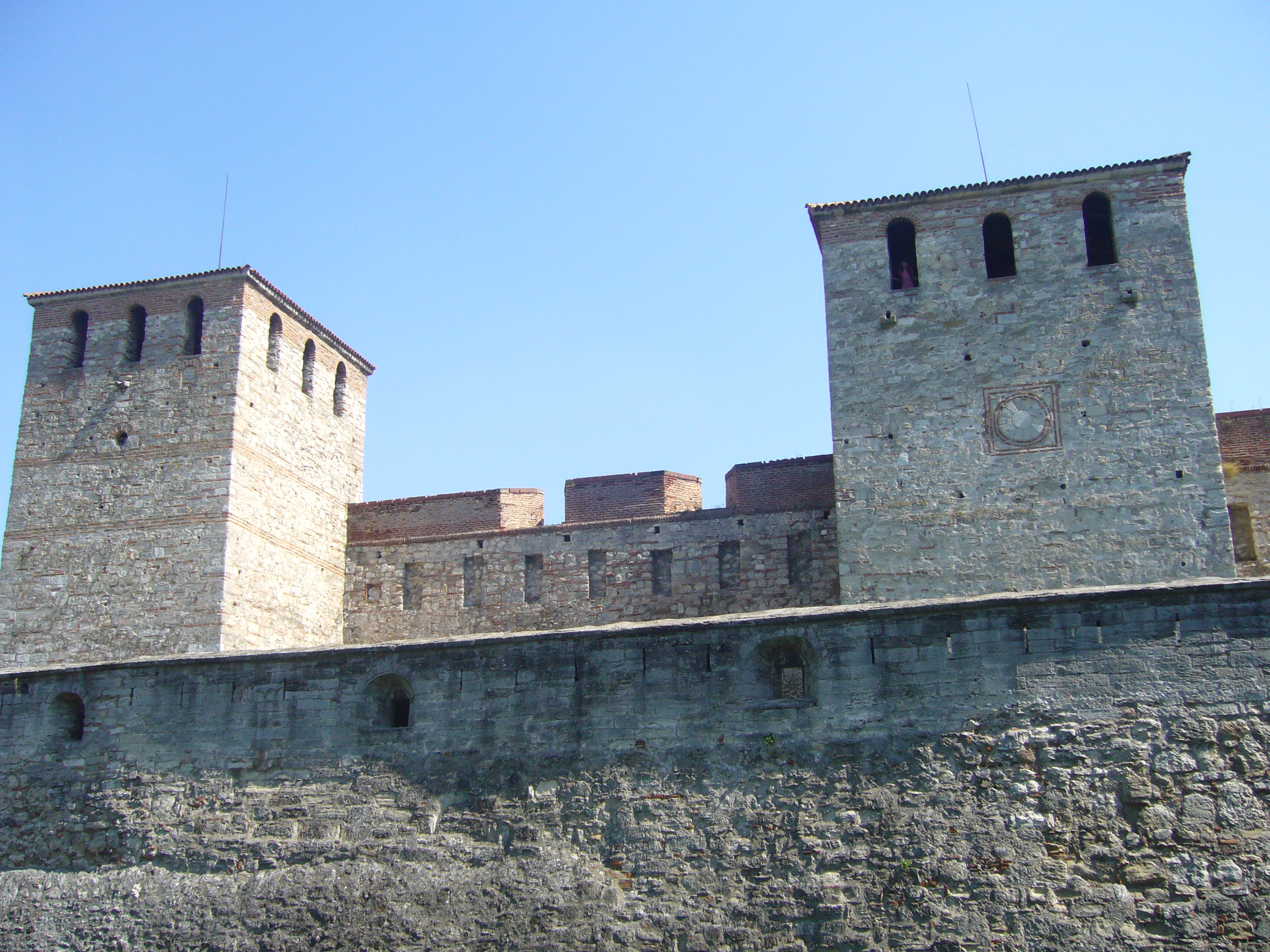
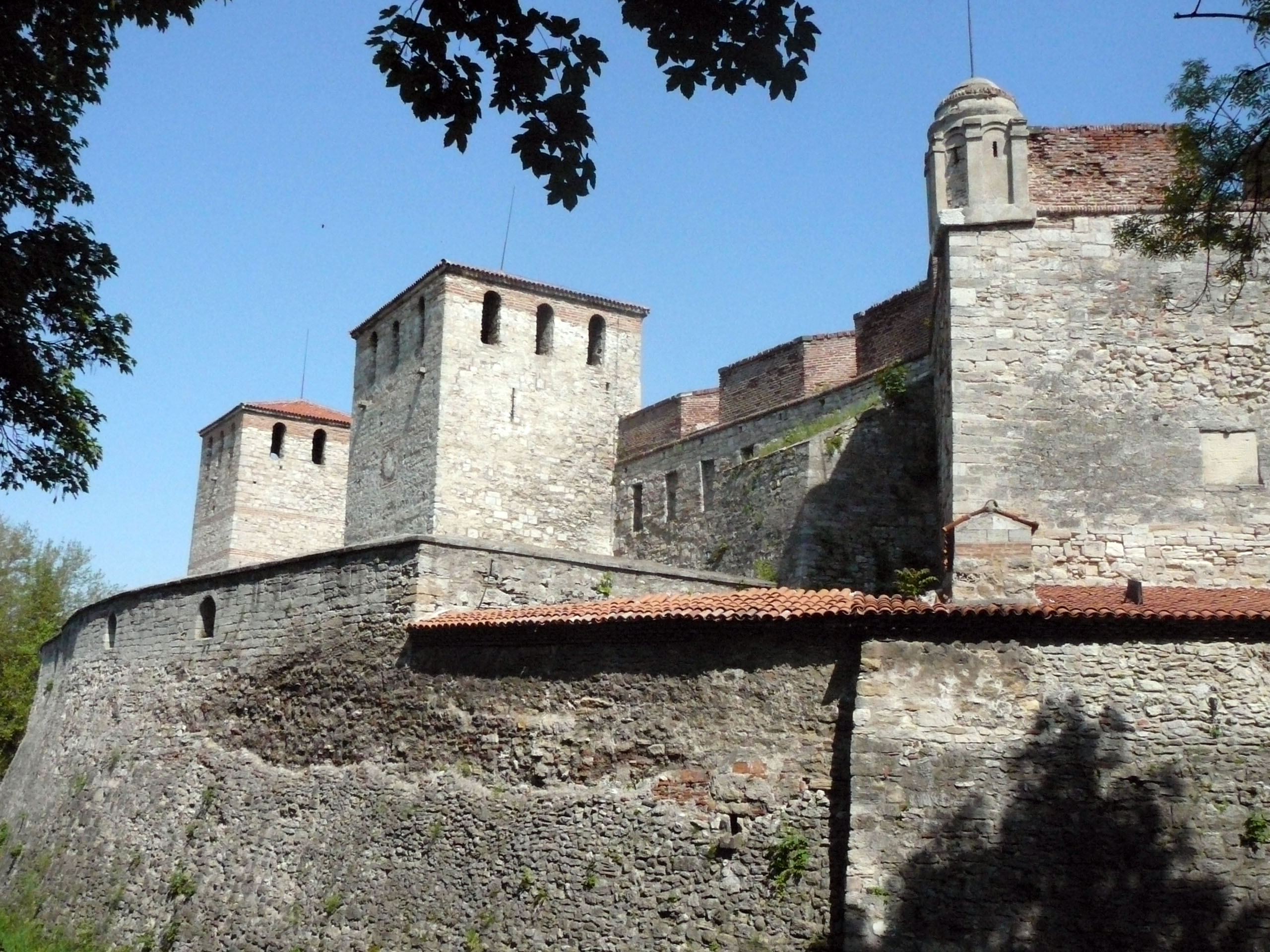
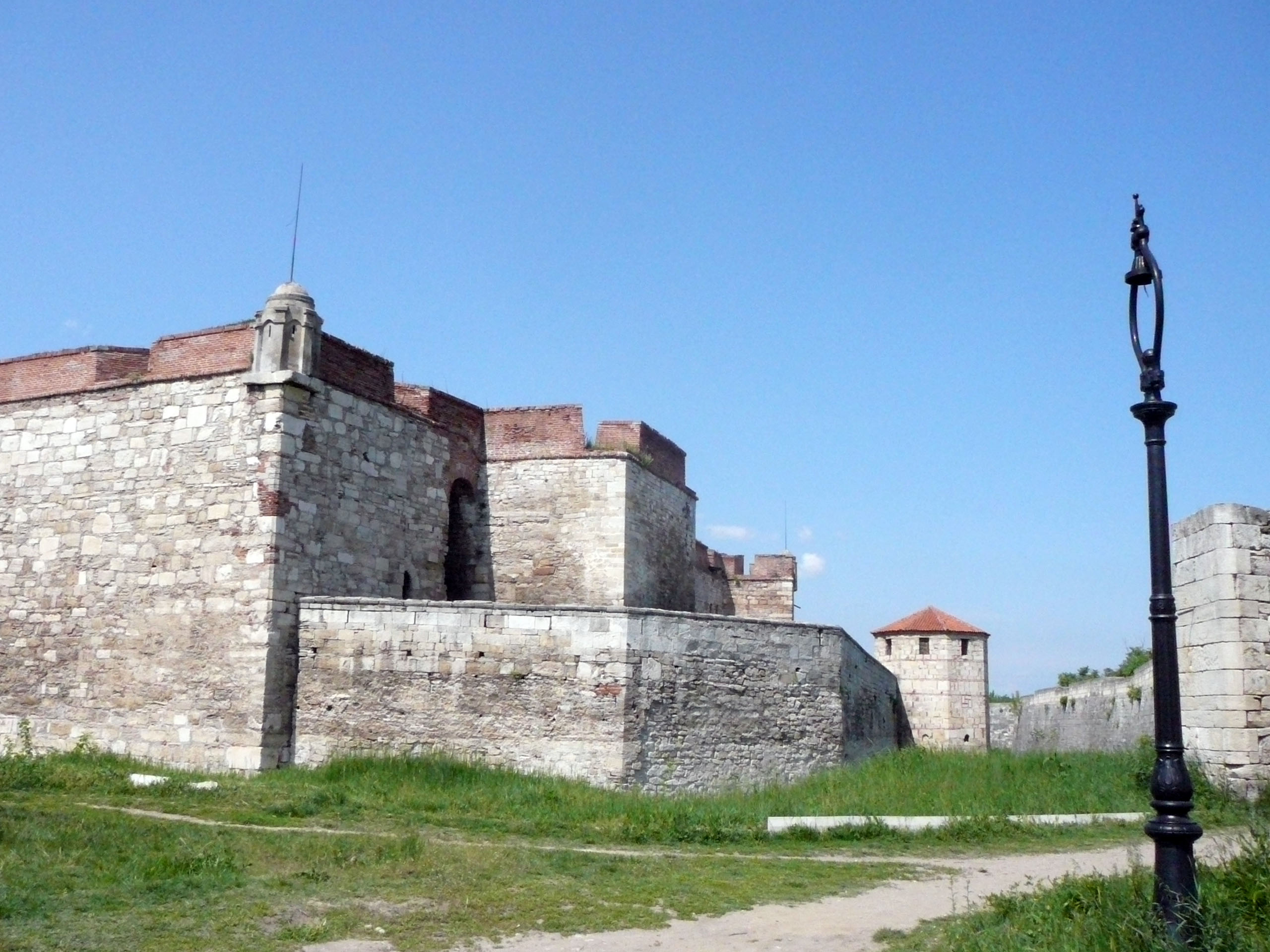
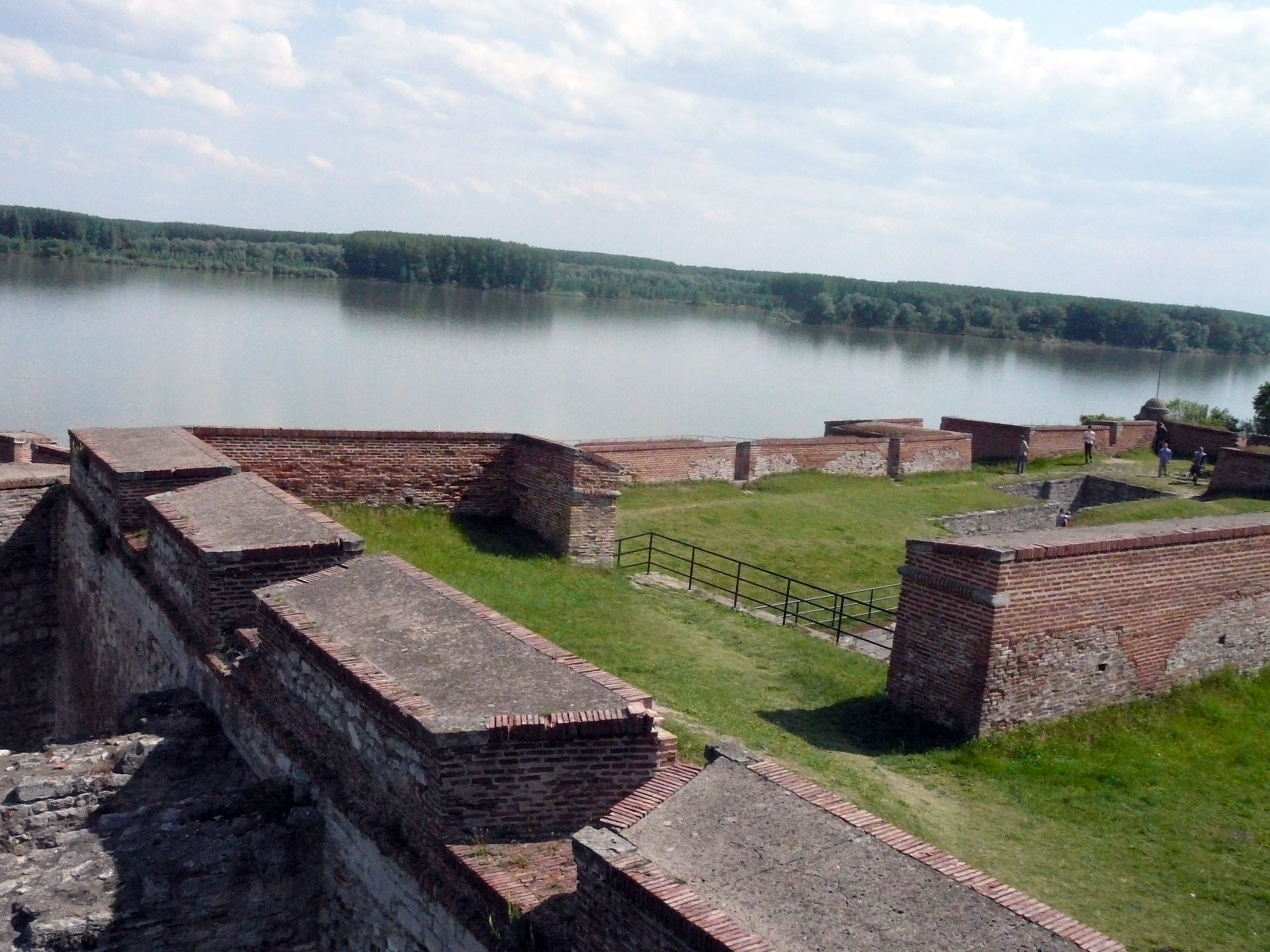
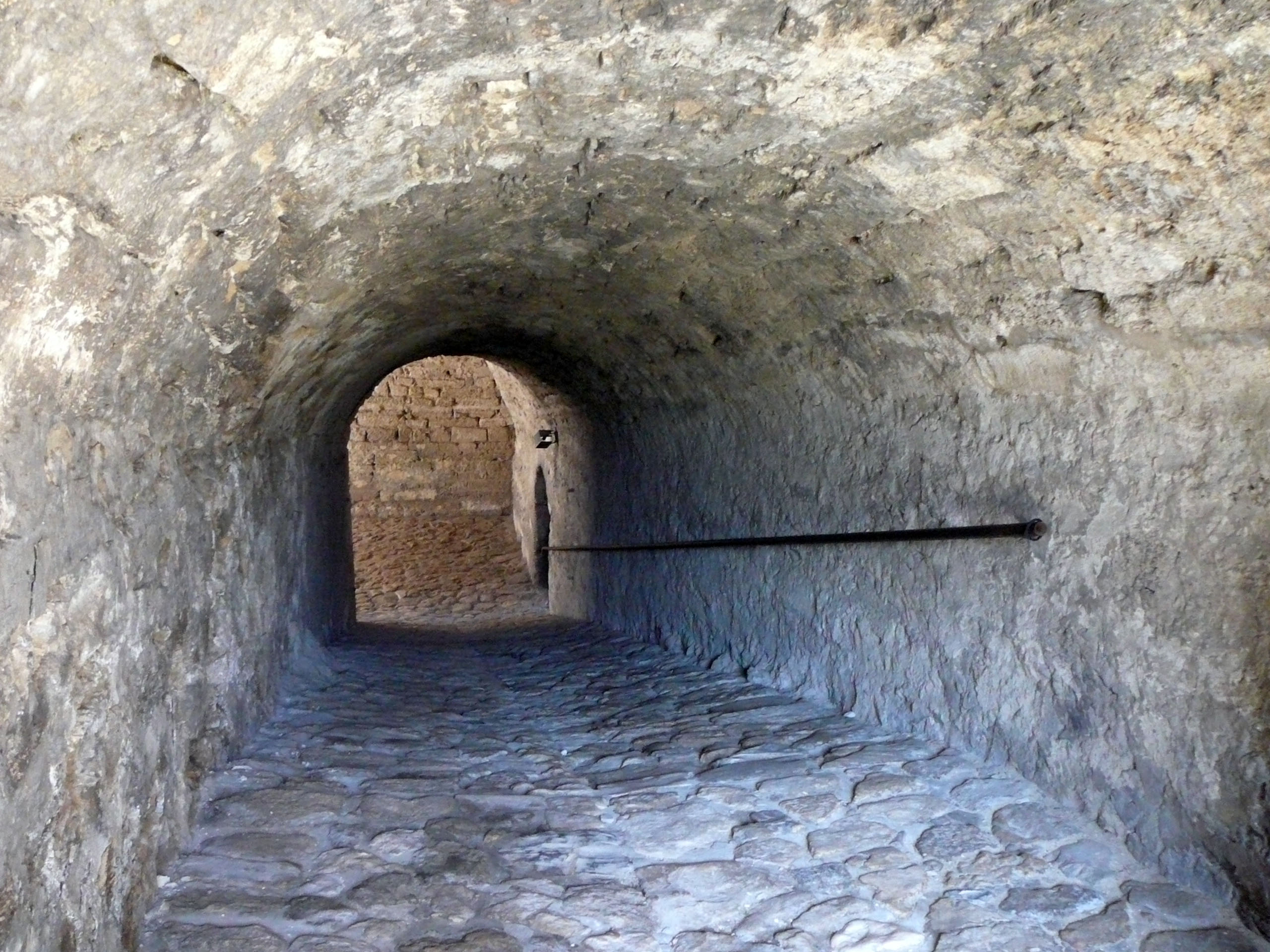
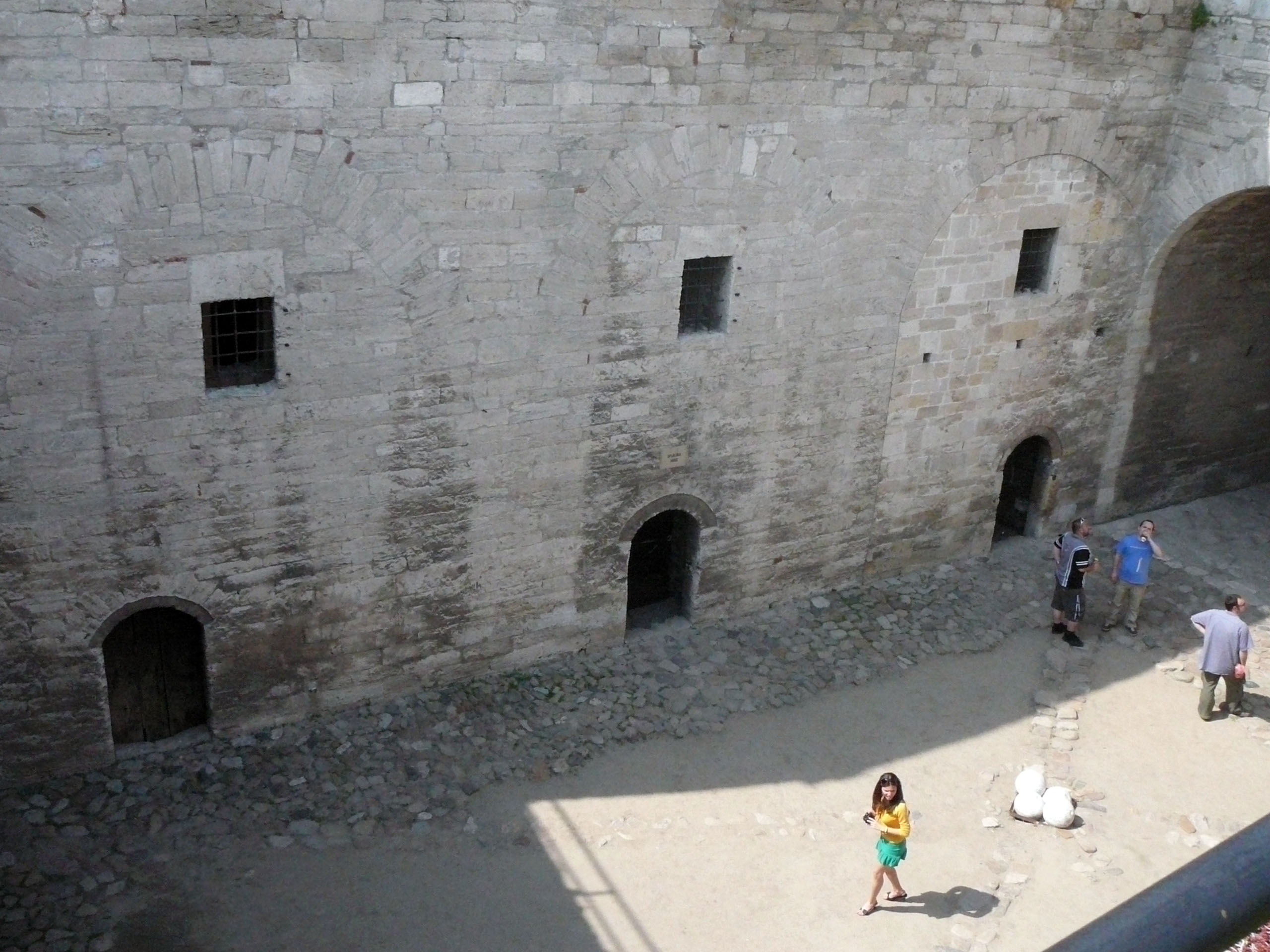
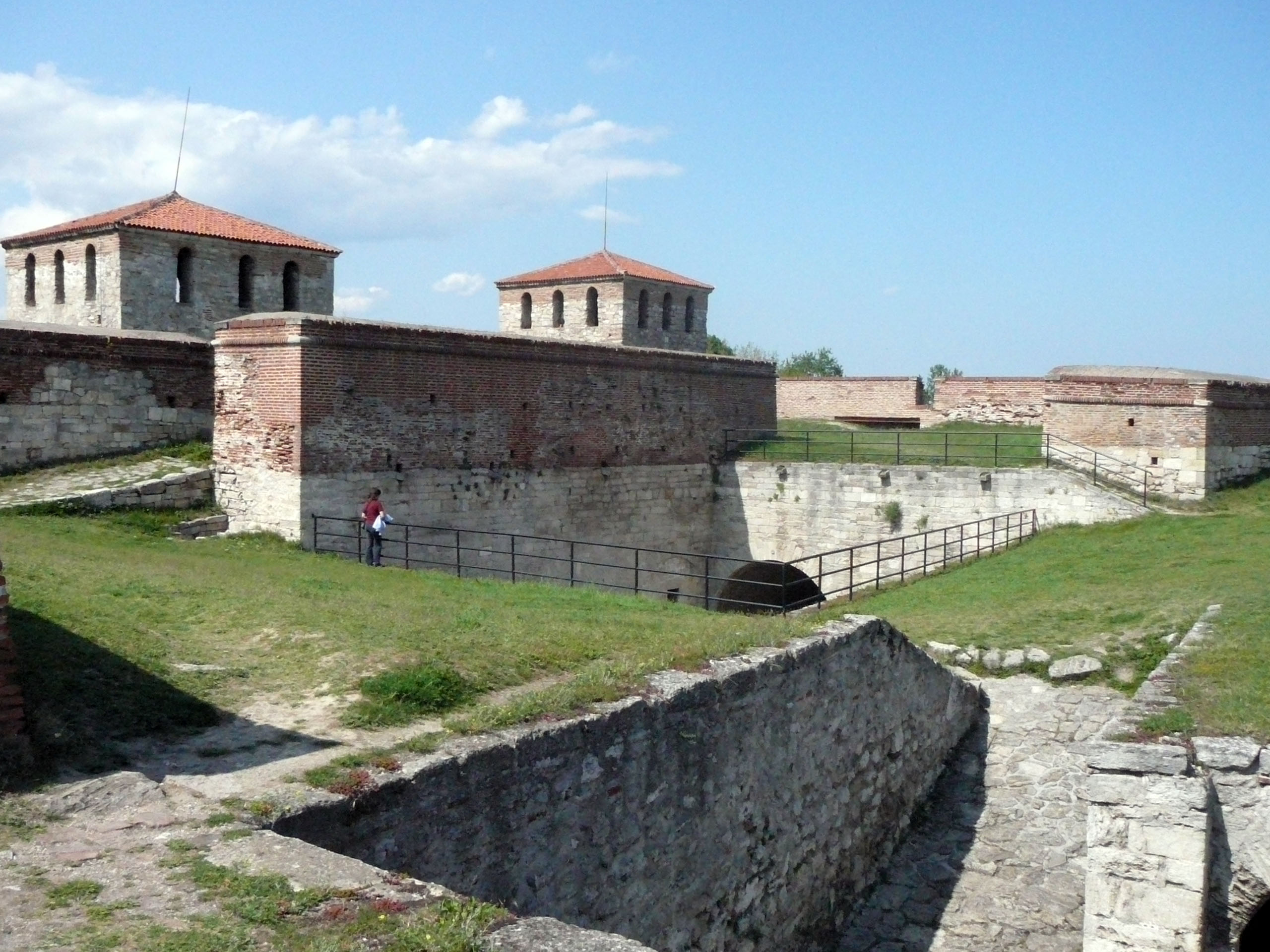
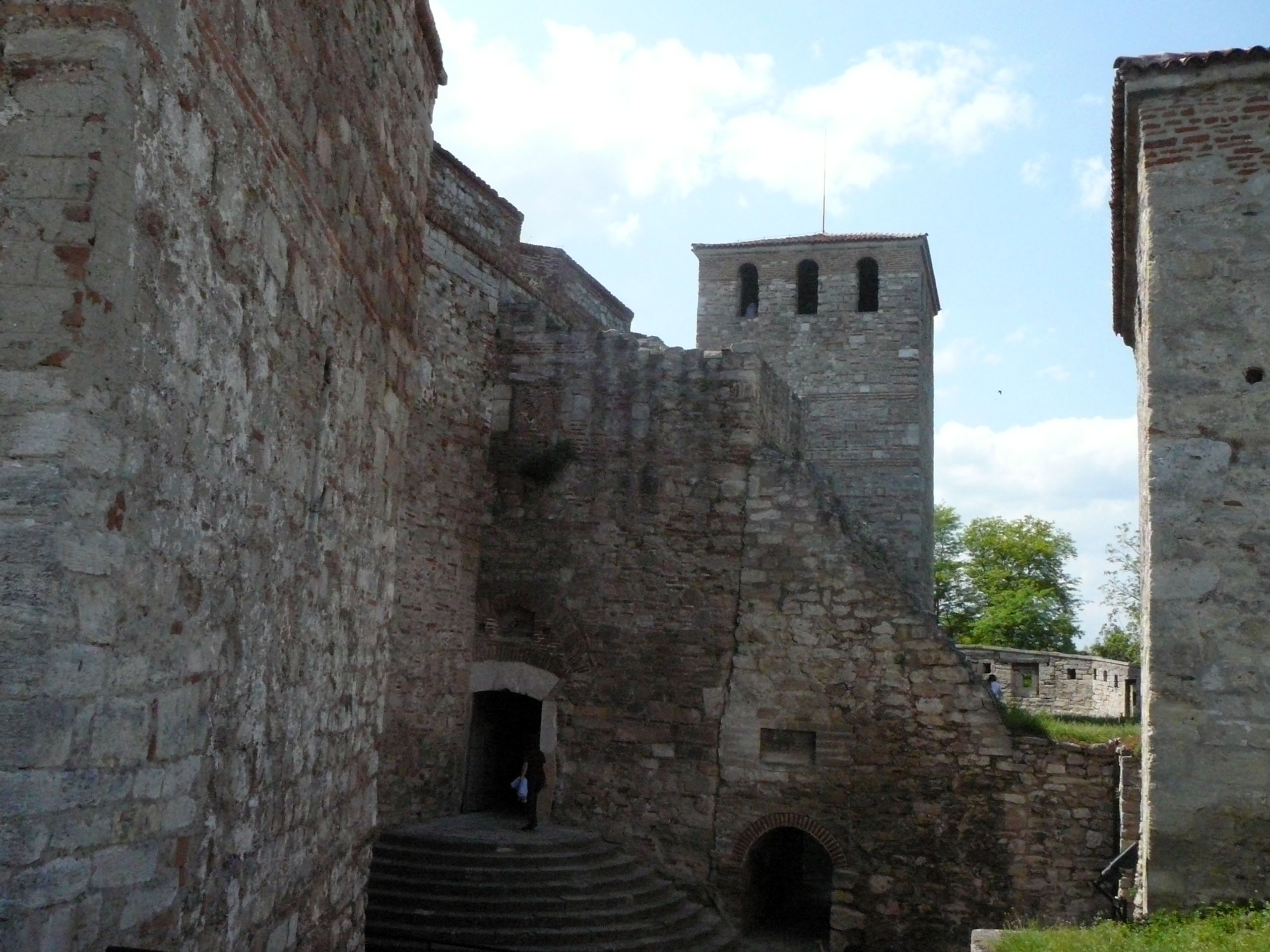
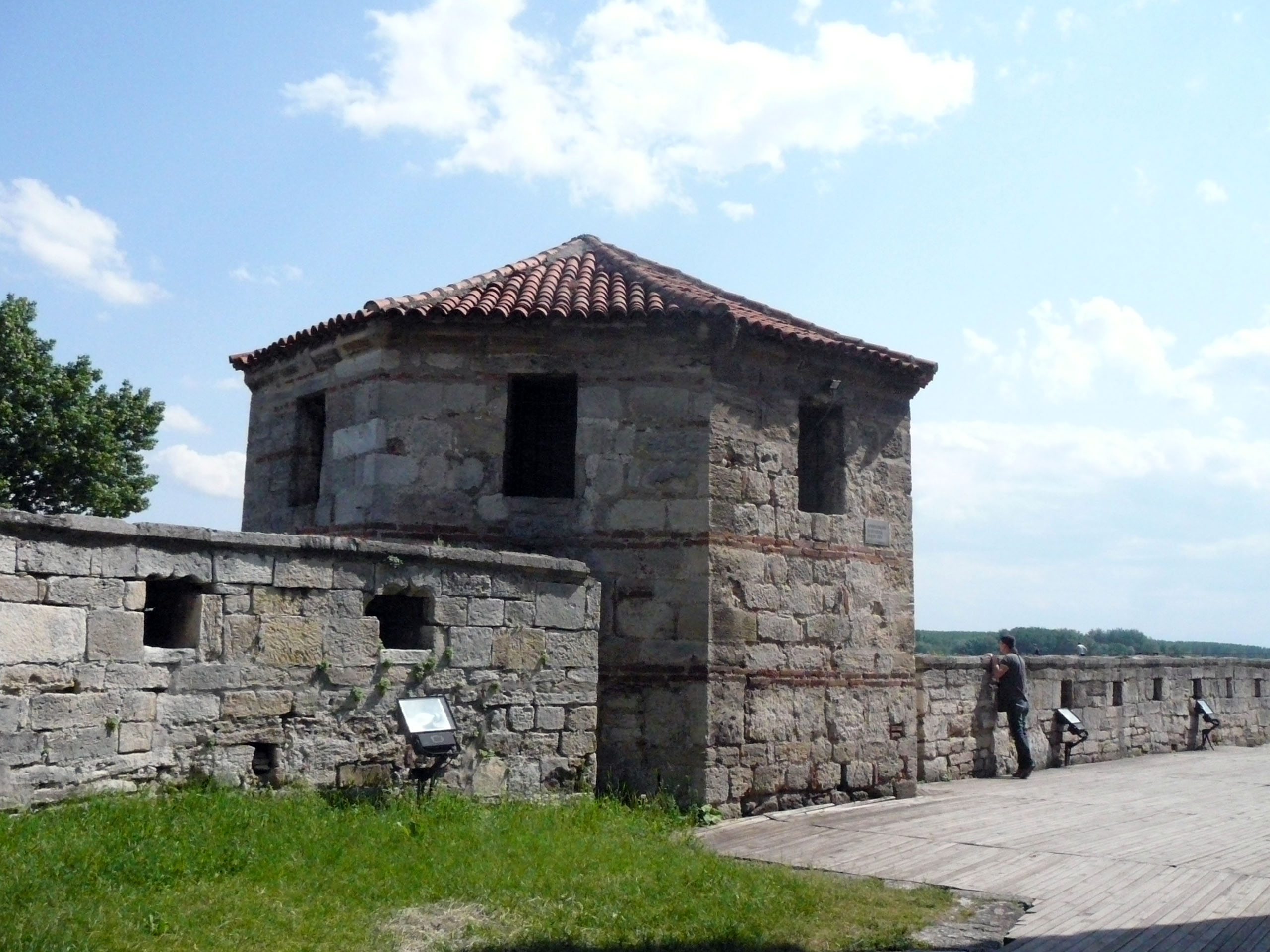
Az osztrákok által épített, 17. századi torony
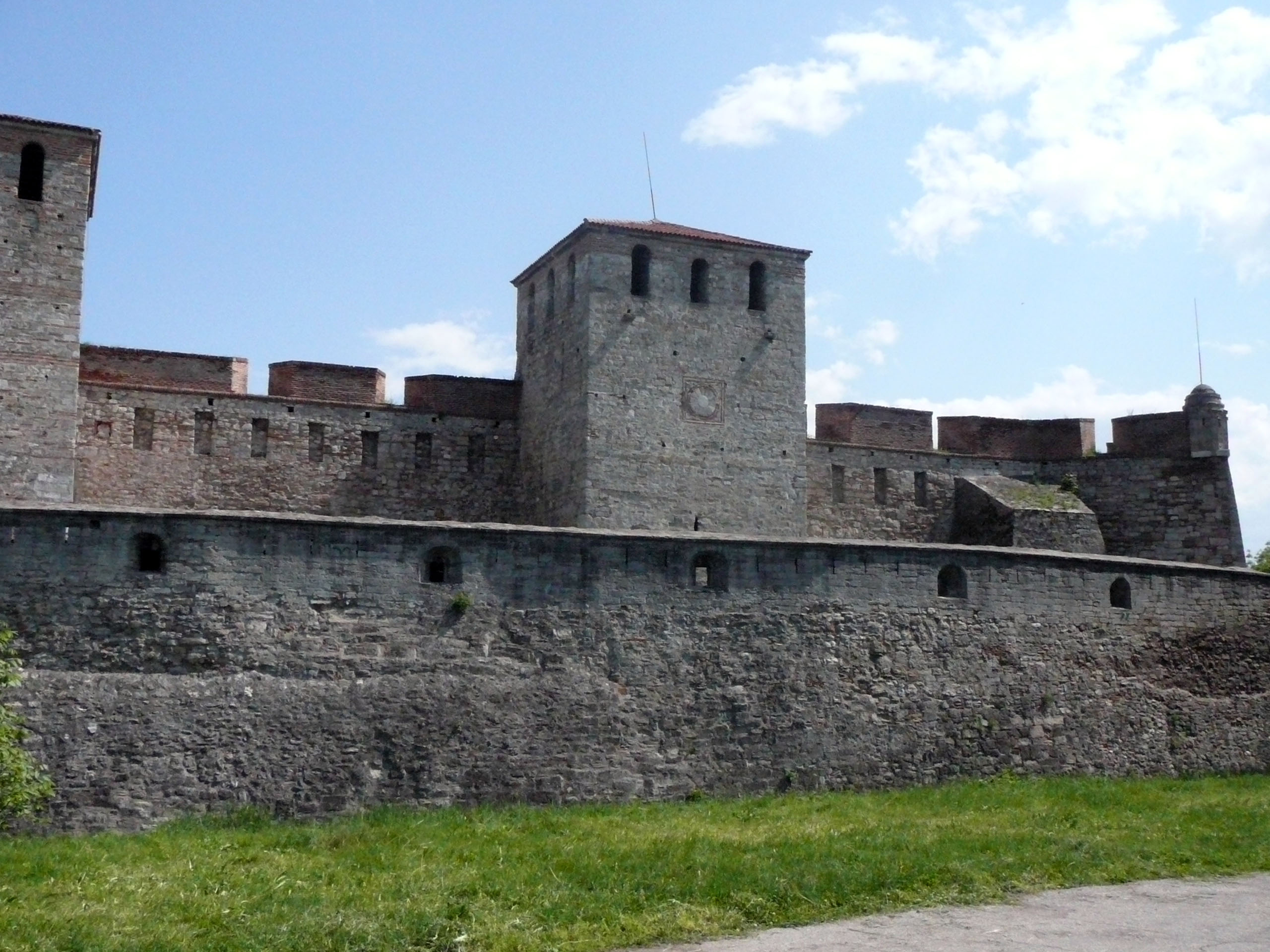
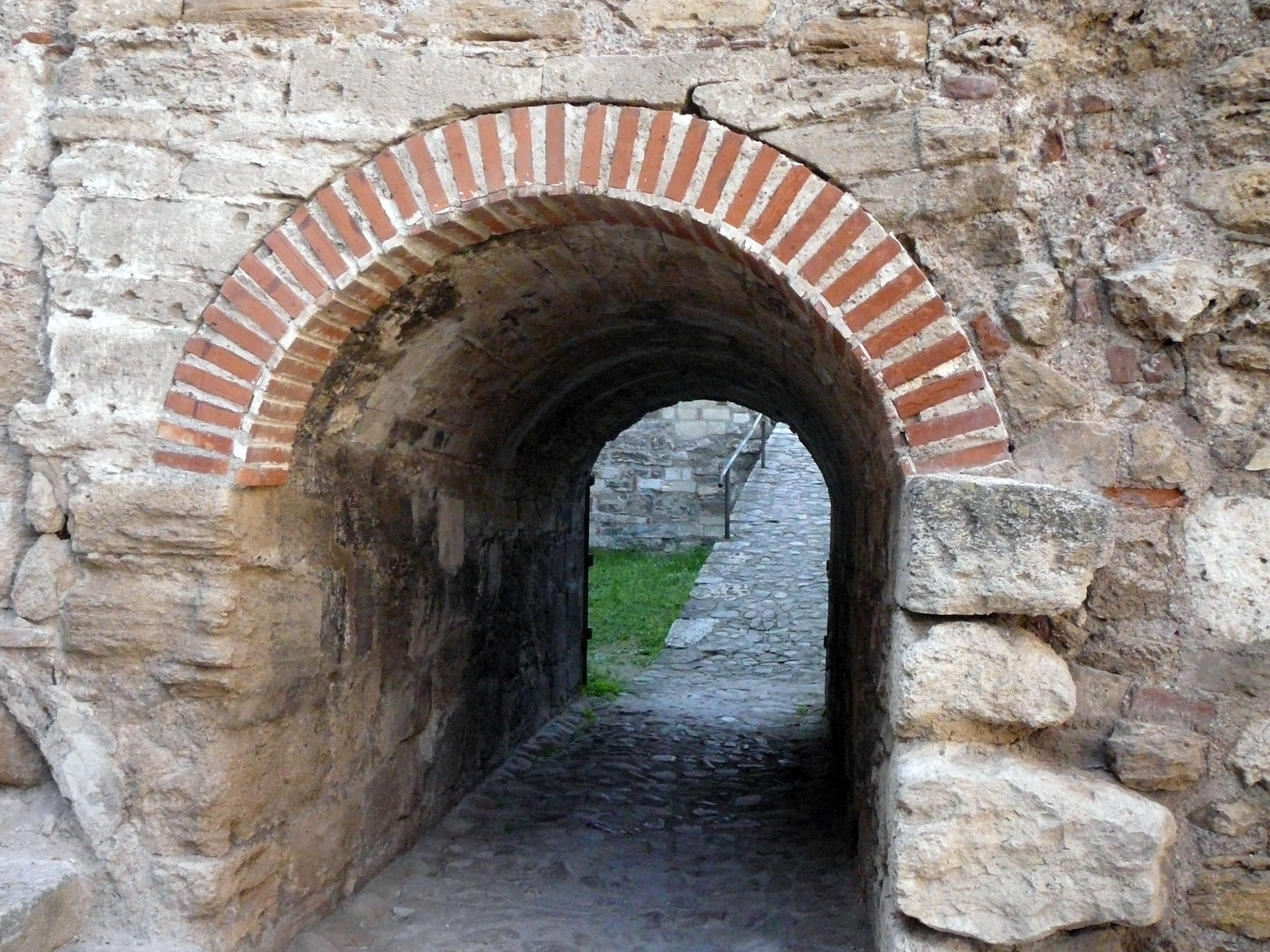
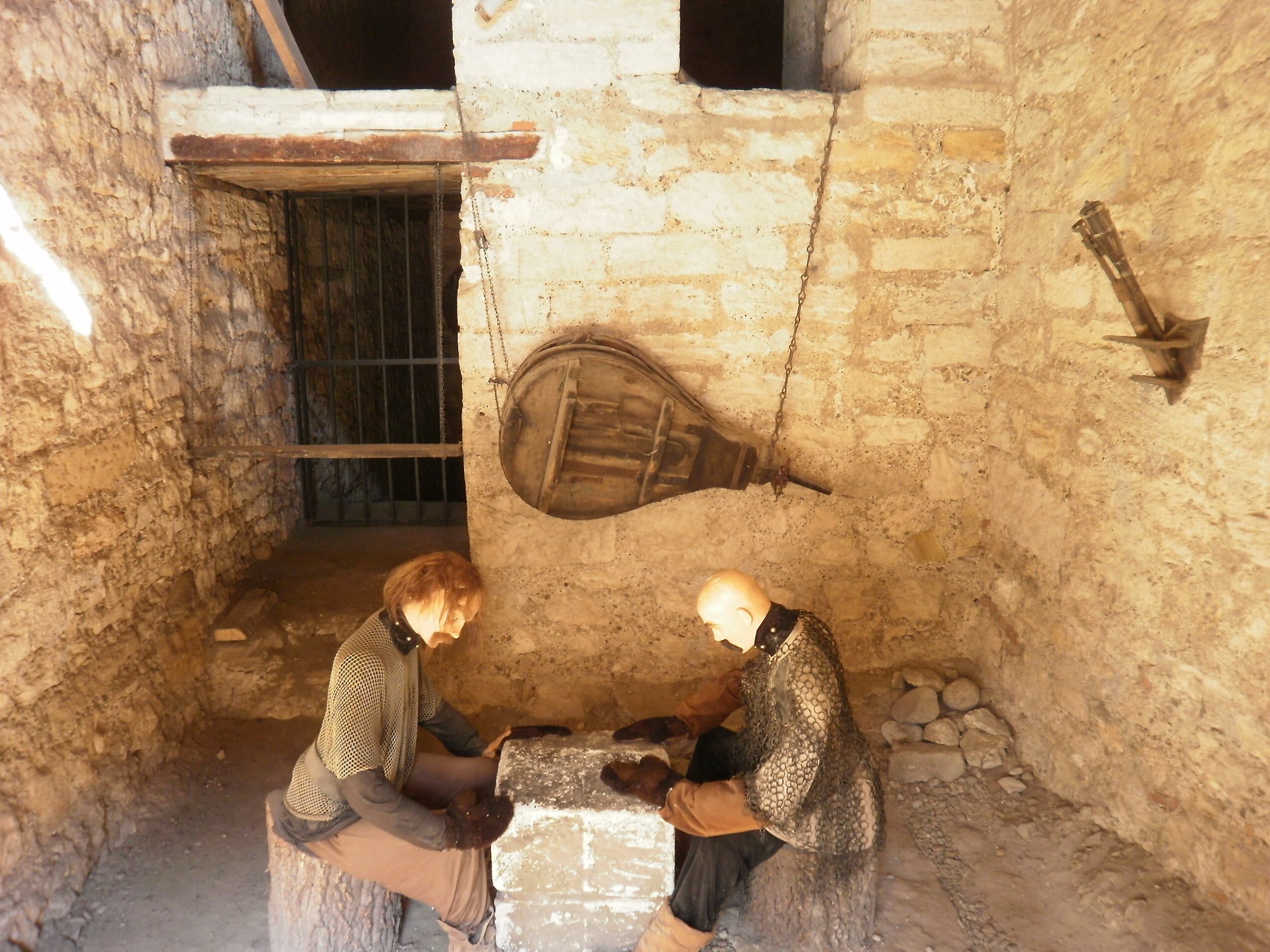
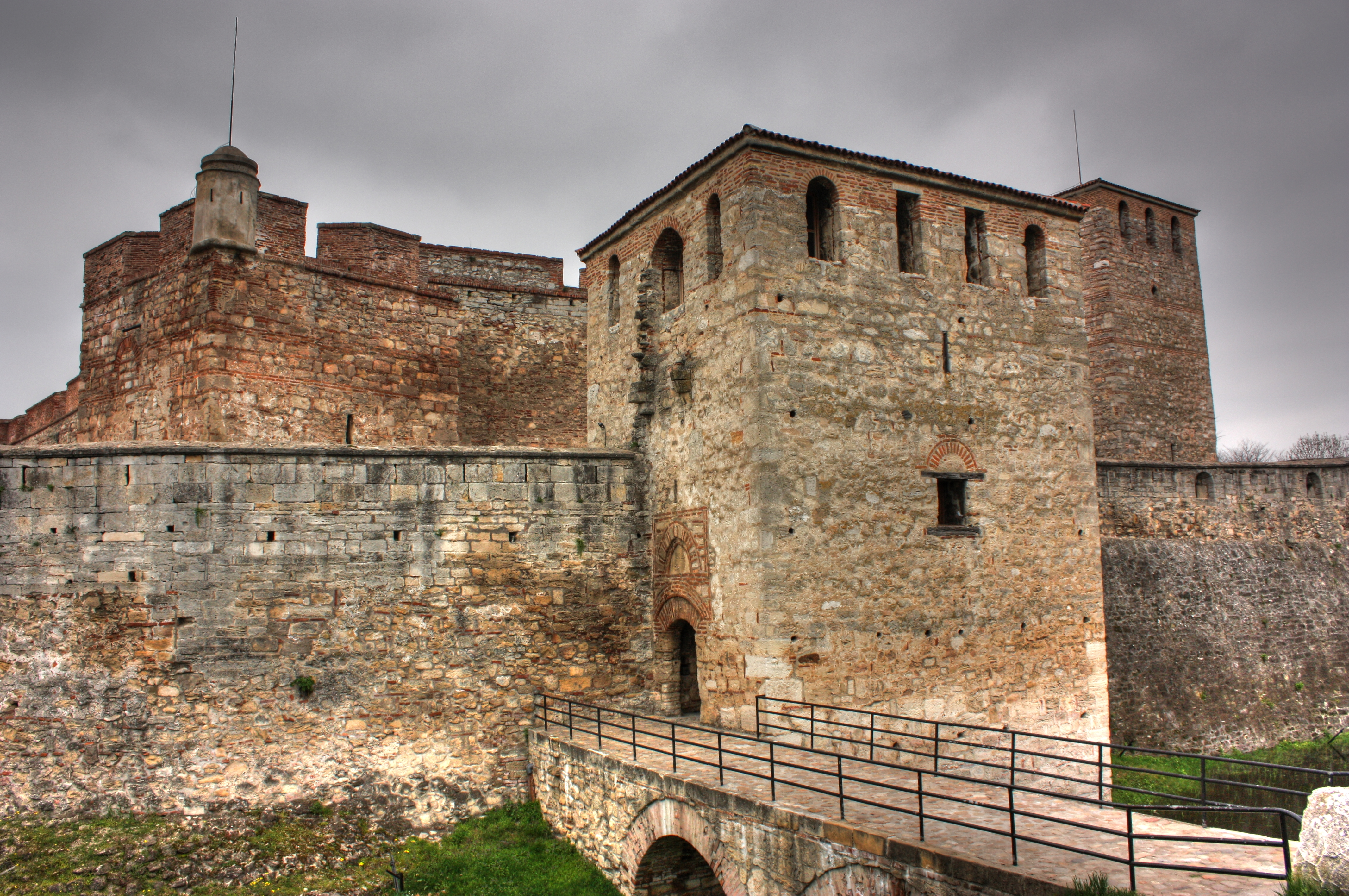

## Fordítás
- Ez a szócikk részben vagy egészben  a   Baba Vida című angol Wikipédia-szócikk ezen változatának fordításán alapul.  Az eredeti cikk szerkesztőit annak laptörténete sorolja fel. Ez a jelzés csupán a megfogalmazás eredetét és a szerzői jogokat jelzi, nem szolgál a cikkben szereplő információk forrásmegjelöléseként.

## Külső hivatkozások
- Website about Baba Vida
- Baba Vida at Vidin-Info
- Baba Vida at Travel.Pop.bg